# Municipio de Mount Vernon (Dakota del Sur)
El municipio de Mount Vernon (en inglés: Mount Vernon Township) es un municipio ubicado en el condado de Davison en el estado estadounidense de Dakota del Sur. En el año 2010 tenía una población de 189 habitantes y una densidad poblacional de 2,02 personas por km².

## Geografía
El municipio de Mount Vernon se encuentra ubicado en las coordenadas 43°44′18″N 98°14′9″O / 43.73833, -98.23583. Según la Oficina del Censo de los Estados Unidos, el municipio tiene una superficie total de 93.7 km², de la cual 93,65 km² corresponden a tierra firme y (0,04 %) 0,04 km² es agua.

## Demografía
Según el censo de 2010, había 189 personas residiendo en el municipio de Mount Vernon. La densidad de población era de 2,02 hab./km². De los 189 habitantes, el municipio de Mount Vernon estaba compuesto por el 98,94 % blancos, el 0,53 % eran amerindios y el 0,53 % eran de una mezcla de razas. Del total de la población el 1,06 % eran hispanos o latinos de cualquier raza.